# 24 Heures du Mans 1954
Navigation
Édition précédente Édition suivante
Les 24 Heures du Mans 1954 sont la 22e édition de l'épreuve et se déroulent les 12 et 13 juin 1954 sur le circuit de la Sarthe. Cette course est la quatrième manche du Championnat du monde des voitures de sport 1954 (WSC - World Sportscar Championship).

## Nombre de pilotes qualifiés pour la course
116 pilotes s'élancent de la grille de départ de ces vingt-deuxièmes 24 Heures du Mans. Pour la première fois, des équipages composés de trois pilotes font leur apparition. Gilberte Thirion, la seule femme du plateau, participa aux essais et se qualifia au volant de la Gordini T17S pour la course mais elle ne fut pas autorisée à participer à cette dernière. C'est son père, Max Thirion, qui participera à l'épreuve aux côtés d'André Pilette. C'est la dernière fois qu'une femme pilote est présente dans la classique mancelle ; il faudra attendre 1971 avec Marie-Claude Beaumont pour retrouver une participation féminine au Mans.
| 52 Français | 27 Britanniques | 9 Américains  | 8 Belges     | 7 Italiens   |
| 4 Allemands | 2 Suédois       | 1 Argentin    | 1 Brésilien  | 1 Dominicain |
| 1 Espagnol  | 1 Néerlandais   | 1 Thaïlandais | 1 Yougoslave |              |

## Classement final de la course

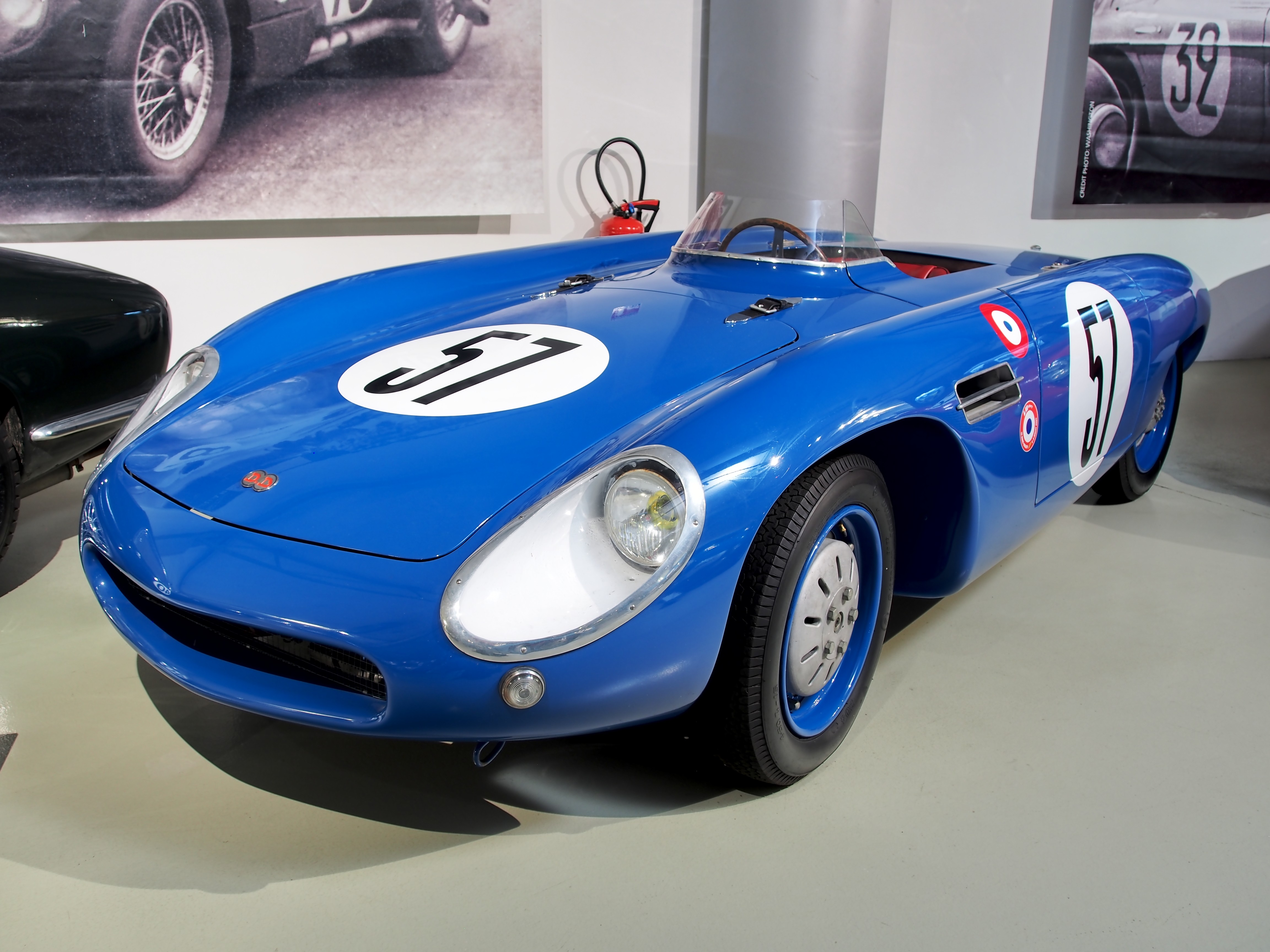
La DB HBR-MC no 57 de Bonnet et Bayol, victorieuse dans la catégorie S 750 (cm3) et 10e au général.

| Pos.  | Catégorie | no | Écurie                                     | Pilotes                                       | Châssis                      | Moteur                            | Pneus | Tours |
| ----- | --------- | -- | ------------------------------------------ | --------------------------------------------- | ---------------------------- | --------------------------------- | ----- | ----- |
| 1     | S 5.0     | 4  | Scuderia Ferrari                           | José Froilán González Maurice Trintignant     | Ferrari 375 Plus             | Ferrari 5,0 L V12                 | P     | 302   |
| 2     | S 5.0     | 14 | Jaguar Cars Ltd.                           | Duncan Hamilton Tony Rolt                     | Jaguar D-Type                | Jaguar 3.4L I6                    | D     | 301   |
| 3     | S 8.0     | 2  | Briggs Cunningham                          | William Spear Sherwood Johnston               | Cunningham C4-R              | Chrysler 5.5L V8                  | F     | 283   |
| 4     | S 5.0     | 16 | Écurie Francorchamps                       | Roger Laurent Jacques Swaters                 | Jaguar C-Type                | Jaguar 3.4L I6                    | D     | 277   |
| 5     | S 8.0     | 1  | Briggs Cunningham                          | Briggs Cunningham John Gordon Bennett         | Cunningham C4-R              | Chrysler 5.5L V8                  | F     | 274   |
| 6     | S 3.0     | 30 | Équipe Gordini                             | André Guelfi Jacques Pollet                   | Gordini T15                  | Gordini 2.5L I6                   | P     | 263   |
| 7     | S 2.0     | 35 | Bristol Aeroplane Company                  | Peter S. Wilson Jim Mayers                    | Bristol 450                  | Bristol 2.0L I6                   | D     | 260   |
| 8     | S 2.0     | 33 | Bristol Aeroplane Company                  | Tommy Wisdom Jack Fairman                     | Bristol 450                  | Bristol 2.0L I6                   | D     | 257   |
| 9     | S 2.0     | 34 | Bristol Aeroplane Company                  | Mike Keen John Line                           | Bristol 450                  | Bristol 2.0L I6                   | D     | 255   |
| 10    | S 750     | 57 | Automobiles Deutsch-Bonnet                 | René Bonnet Élie Bayol                        | DB HBR-MC                    | Panhard 0.7L Flat-2               | D     | 240   |
| 11    | S 2.0     | 36 | Automobiles Frazer Nash Ltd.               | Maurice Gatsonides Marcel Becquart            | Frazer Nash Le Mans Coupé    | Bristol 2.0L I6                   | D     | 228   |
| 12    | S 1.5     | 39 | Porsche KG                                 | Johnny Claes Pierre Stasse                    | Porsche 550/4 RS 1500 Spyder | Porsche 1.5L Flat-4               | D     | 228   |
| 13    | S 750     | 55 | Ets Monopole                               | Pierre Hemard Pierre Flahaut                  | Monopole X84                 | Panhard 0.6L Flat-2               | D     | 222   |
| 14    | S 1.1     | 47 | Porsche KG                                 | Zora Arkus-Duntov (en) Gonzague Olivier       | Porsche 550/4 RS 1100 Spyder | Porsche 1.1L Flat-4               | D     | 216   |
| 15    | S 2.0     | 62 | Edgar B. Wadsworth                         | Edgar Wadsworth John Brown                    | Triumph TR2                  | Triumph 2.0L I4                   | D     | 214   |
| 16    | S 750     | 56 | Écurie Jeudy-Bonnet                        | Marc Gignoux Louis Cornet                     | DB HBR-MC                    | Panhard 0.7L Flat-2               | D     | 213   |
| N. c. | S 750     | 59 | Automobiles Panhard et Levassor            | René Cotton André Beaulieux                   | Panhard X88                  | Panhard 0.6L Flat-2               | D     | 195   |
| N. c. | S 750     | 54 | P. Garzynski                               | René Breuil Jean Py                           | BG Le Mans                   | Renault 0.7L I4                   | D     | 194   |
| Dsq.  | S 5.0     | 11 | Georges Grignard                           | Jean Blanc Serge Nersessian                   | Talbot T26 Grand Sport       | Talbot 4.6L I6                    | D     | 206   |
| Dsq.  | S 1.5     | 43 | Automobili O.S.C.A.                        | Lance Macklin Pierre Leygonie James Simpson   | O.S.C.A. MT-4 1500           | O.S.C.A. 1.5L I4                  | P     | 247   |
| Abd.  | S 1.5     | 42 | Automobili O.S.C.A.                        | Jacques Péron Francesco Giardini              | O.S.C.A. MT-4 1500           | O.S.C.A. 1.5L I4                  | P     | 243   |
| Abd.  | S 5.0     | 8  | David Brown Ltd.                           | Reg Parnell Roy Salvadori                     | Aston Martin DB3S SC         | Aston Martin 2.9L Supercharged I6 | A     | 222   |
| Abd.  | S 1.1     | 63 | Lucien Farnaud                             | Lucien Farnaud Adolfo Macchieraldo            | O.S.C.A. MT-4 1100           | O.S.C.A. 1.1L I4                  | P     | 199   |
| Abd.  | S 750     | 49 | Automobiles VP                             | Yves Giraud-Cabantous Just-Émile Vernet       | VP 166R                      | Renault 0.7L I4                   | P     | 190   |
| Abd.  | S 5.0     | 5  | Scuderia Ferrari                           | Robert Manzon Louis Rosier                    | Ferrari 375 Plus             | Ferrari 5.0L V12                  | P     | 177   |
| Abd.  | S 750     | 58 | Automobiles Panhard et Levassor            | Pierre Chancel (de) Robert Chancel            | Monopole X88                 | Panhard 0.6L Flat-2               | D     | 157   |
| Abd.  | S 1.5     | 41 | Porsche KG                                 | Hans Herrmann Helmut Polensky                 | Porsche 550/4 RS 1500 Spyder | Porsche 1.5L Flat-4               | D     | 148   |
| Abd.  | S 3.0     | 20 | David Brown Ltd.                           | Prince Birabongse Bhanubandh Peter Collins    | Aston Martin DB3S Coupé      | Aston Martin 2.9L I6              | A     | 138   |
| Abd.  | S 5.0     | 15 | Jaguar Cars Ltd.                           | Peter Whitehead Ken Wharton                   | Jaguar D-Type                | Jaguar 3.4L I6                    | D     | 131   |
| Abd.  | S 3.0     | 27 | Jean-Paul Colas                            | Jean-Paul Colas Hermano da Silva Ramos        | Aston Martin DB2/4 Vignale   | Aston Martin 2.9L I6              | D     | 121   |
| Abd.  | S 5.0     | 6  | Briggs Cunningham                          | Phil Walters John Fitch                       | Ferrari 375MM                | Ferrari 4.5L V12                  | P     | 120   |
| Abd.  | S 2.0     | 28 | Officine Alfieri Maserati                  | Alfonso de Portago Carlo Tomasi               | Maserati A6GCS               | Maserati 2.0L I6                  | P     | 116   |
| Abd.  | S 2.0     | 38 | Automobiles Frazer Nash Ltd. Sture Nottorp | Sture Nottorp Ivar Andersson                  | Frazer Nash Le Mans          | Bristol 2.0L I6                   | D     | 109   |
| Abd.  | S 750     | 52 | Écurie Jeudy-Bonnet                        | Marc Azéma Alphonse de Burnay                 | DB HBR-MC                    | Renault 0.7L I4                   | D     | 102   |
| Abd.  | S 2.0     | 44 | Alexandre Constantin                       | Edmond Mouche (de) Alexandre Constantin       | Constantin 203C Barquette    | Peugeot 1.3L Supercharged I4      | D     | 95    |
| Abd.  | S 5.0     | 12 | Jaguar Cars Ltd.                           | Stirling Moss Peter Walker                    | Jaguar D-Type                | Jaguar 3.4L I6                    | D     | 92    |
| Abd.  | S 5.0     | 3  | Scuderia Ferrari                           | Umberto Maglioli Paolo Marzotto               | Ferrari 375 Plus             | Ferrari 5.0L V12                  | P     | 88    |
| Abd.  | S 1.1     | 46 | Kieft Cars Ltd.                            | Alan Rippon William Black                     | Kieft                        | Coventry Climax 1.1L I4           | D     | 86    |
| Abd.  | S 1.1     | 65 | Équipe Gordini                             | André Pilette Gilberte Thirion                | Gordini T17S                 | Gordini 1.1L I4                   | E     | 76    |
| Abd.  | S 3.0     | 19 | Équipe Gordini                             | Jean Behra André Simon                        | Gordini T24S                 | Gordini 3.0L I8                   | E     | 76    |
| Abd.  | S 3.0     | 22 | David Brown Ltd.                           | Carroll Shelby Paul Frère                     | Aston Martin DB3S            | Aston Martin 2.9L I6              | A     | 74    |
| Abd.  | S 750     | 50 | Guy Michel et André Guillard               | Guy Michel André Guillard                     | Renault 4CV                  | Renault 0.7L I4                   | E     | 73    |
| Abd.  | S 3.0     | 21 | David Brown Ltd.                           | Jimmy Stewart Graham Whitehead                | Aston Martin DB3S Coupé      | Aston Martin 2.9L I6              | A     | 64    |
| Abd.  | S 5.0     | 9  | Écurie Rosier                              | Jean-Louis Rosier Pierre Meyrat               | Talbot-Lago T26 Grand Sport  | Talbot-Lago 4.5L I6               | D     | 62    |
| Abd.  | S 2.0     | 31 | Équipe Gordini                             | Charles de Clareur André Moynet               | Gordini T15S                 | Gordini 2.0L I6                   | E     | 54    |
| Abd.  | S 2.0     | 37 | Automobiles Frazer Nash Ltd.               | Rodney F. Peacock Gerry A. Ruddock            | Frazer Nash Le Mans          | Bristol 2.0L I6                   | D     | 49    |
| Abd.  | S 5.0     | 10 | Pierre Levegh                              | Pierre Levegh Lino Fayen                      | Talbot-Lago T26 Grand Sport  | Talbot-Lago 4.4L I6               | D     | 33    |
| Abd.  | S 1.1     | 48 | Kieft Cars Ltd.                            | Georges Trouis Alfred P. Hitchings            | Kieft Sport                  | MG 1.1L I4                        | D     | 26    |
| Abd.  | S 5.0     | 7  | David Brown Ltd.                           | Eric Thompson Dennis Poore                    | Lagonda DP115                | Lagonda 4.5L V12                  | A     | 25    |
| Abd.  | S 750     | 66 | Jacques Faucher                            | Jacques Faucher Jean Hébert                   | Renault 4CV                  | Renault 0.7L I4                   | D     | 20    |
| Abd.  | S 750     | 51 | Automobiles Deutsch-Bonnet                 | Pierre Louis-Dreyfus Léon Dernier Jean Lucas  | DB HBR-MC                    | Renault 0.7L I4                   | D     | 8     |
| Abd.  | S 750     | 53 | Nardi et Co.                               | Alexandre Gacon Dr. Mario Damonte             | Nardi 750LM                  | Crosley 0.7L I4                   | D     | 7     |
| Abd.  | S 5.0     | 18 | Luigi Chinetti                             | Porfirio Rubirosa Innocente Baggio            | Ferrari 375MM Berlinetta     | Ferrari 4.5L V12                  | P     | 5     |
| Abd.  | S 750     | 60 | Automobiles Panhard et Levassor            | Lucien Pailler Jacques Dewez                  | Panhard X88                  | Panhard 0.6L Flat-2               | D     | 5     |
| Abd.  | S 1.5     | 40 | Porsche KG                                 | Richard von Frankenberg Helm Glöckler         | Porsche 550/4 RS 1500 Spyder | Porsche 1.5L Flat-4               | D     | 4     |
| Abd.  | S 750     | 64 | Écurie Jeudy-Bonnet                        | Claude Storez Jean-Claude Vidilles Jean Lucas | DB HBR-MC                    | Renault 0.7L I4                   | D     | 4     |
| Abd.  | S 750     | 61 | Automobiles Panhard et Levassor            | Eugène Dussous (de) Jacques Savoye            | Panhard X84                  | Panhard 0.6L Flat-2               | D     | 0     |

Détails :
- La no 59 Panhard X88 et la no 54 Renault B.G. Le Mans n'ont pas été classées pour distance parcourue insuffisante (moins de 70 % de la distance parcourue par le 1er de l'épreuve).
- La no 11 Talbot T26 et la no 63 OSCA MT-4 sont disqualifiées, la première pour avoir parcouru le dernier tour en plus de 30 minutes et la deuxième, pour avoir reçu une aide extérieure alors qu'elle était encore en course.

Note :
- Dans la colonne Pneus[2] apparaît l'initiale du fournisseur, il suffit de placer le pointeur au-dessus du modèle pour connaître le manufacturier de pneumatiques. Les pneus Avon (A) sont depuis devenus propriété de Cooper Tire & Rubber Company.

## Record du tour
- Meilleur tour en course :  José Froilán González (no 4, Ferrari 375 Plus, Scuderia Ferrari) en 4 min 16 s 8 (189,140 km/h) au vingt-deuxième tour.

## Prix et trophées
- Prix de la Performance :  Automobiles Deutsch et Bonnet (no 57 D.B. HBR)
- 20e Coupe Biennale :  Automobiles Deutsch et Bonnet (no 57 D.B. HBR)

## Heures en tête
| n° | Voiture          | Écurie           | Pilotes                                   | Heures    | Total     |
| -- | ---------------- | ---------------- | ----------------------------------------- | --------- | --------- |
| 4  | Ferrari 375 Plus | Scuderia Ferrari | José Froilán González Maurice Trintignant | 1re à 24e | 24 heures |

## À noter
- Longueur du circuit : 13,492 km
- Distance parcourue : 4 061,150 km
- Vitesse moyenne : 169,215 km/h
- Écart avec le 2e : 4,090 km